# سيمونه بويي سورينسن
بيترو بويي سورينسن (بالدنماركية: Simone Boye Sørensen) هي لاعبة كرة قدم ومدربة كرة قدم دنماركية، ولدت في 3 مارس 1992 في الدنمارك في مملكة الدنمارك. شاركت مع منتخب الدنمارك لكرة القدم للسيدات. أما مع النوادي، فقد لعبت مع Brøndby IF (women) ‏.

## وصلات خارجية
- هذه المقالة غير مرتبط بويكي بيانات